# Joseph Frederick Wallet Desbarres
Joseph Frederick Wallet Desbarres, né Joseph-Frédéric Vallet Des Barres, (1734, Montbéliard - 1824, Halifax) est un officier, ingénieur militaire, arpenteur, colonisateur et administrateur colonial. À sa naissance, Montbéliard est le siège de la Principauté de Montbéliard rattachée au Saint-Empire.

## Origines familiales
Contrairement aux idées reçues, Joseph Frédéric Vallet Des Barres a été baptisé le 24 mars 1734 à Blamont, village faisant autrefois parti de la seigneurie du même nom, alors rattachée à l'ancienne Principauté de Montbéliard.
Fils de Joseph Léonard Vallet des Barres, marchand et bourgeois de Montbéliard et Blamont, et d'Anne Catherine Cuvier, proche parente de Georges Cuvier, sa famille est installée depuis plusieurs générations à Montbéliard, où ses ancêtres avait émigré depuis le village de Valezan en Savoie au début du XVIIe siècle.
Le patronyme originel "Vallet-Berraz" s'est transformé en "Vallet dit Berre" après cet exil pour rapidement se fixer en "Vallet des Barres" dans le courant du même siècle.
Élevé dans une famille de confession luthérienne, Joseph Frédéric a une soeur aînée et un frère cadet Charles. Son grand-père maternel Jacques Christophe Cuvier était conseiller de régence à Montbéliard et avait sa résidence dans le château de Blamont, dont il était châtelain attitré, tout comme son père avant lui.
Ce passé, qu'il s'est efforcé de camoufler toute sa vie sans donner signe de vie à quiconque de sa famille - et qui échappait encore aux historiens jusqu'à récemment - pourrait s'expliquer notamment par le fait que Blamont était à cette époque déjà sous influence française depuis au moins la fin du XVIIe siècle, faisant de lui le sujet de naissance d'un pays ennemi du roi de Grande-Bretagne, son employeur. L'annexion de la principauté de Montbéliard par la France en 1793, aurait définitivement fixé cet état de fait.

## Vie familiale
Jugé acerbe et querelleur par certains de ses contemporains, il est unanimement considéré comme talentueux et particulièrement énergique.
Son enthousiasme et ses qualités de visionnaire ont été reconnues par son entourage personnel et professionnel. Ces caractéristiques lui valurent la réussite alors que son sens du détail, tout en faisant de lui un artiste respecté, l'ont poussé à se montrer mesquin dans ses affaires personnelles, ce qui est principalement la cause de ses échecs.
Le « joug » de Desbarres est mentionné dans le recueil de poésie La terre tressée, de Claude Le Bouthillier.
Il a six enfants avec Mary Cannon et onze avec Martha Williams. Il fera preuve de dureté, d’ingratitude et de suspicion envers sa première épouse et leurs enfants.

## Le cartographe et l'Administrateur
Joseph Frédérick Wallet Desbarres fait des études secondaires à Bâle, où il reçoit une solide formation en sciences et en mathématiques. En 1752 ou 1753, le duc de Cumberland le fait entrer à la Royal Military Academy de Woolwich où il se spécialise dans l’étude des fortifications, de l’arpentage et du dessin. En 1756, il quitte l’Europe pour entreprendre une carrière militaire en Amérique du Nord comme lieutenant dans les Royal Americans. En 1758, en qualité de sous-ingénieur, il participe au siège de Louisbourg dans l'île Royale (île du Cap-Breton), et à celui de Québec en 1759. Impressionnés par sa compétence, ses supérieurs le chargent de dresser une carte du Saint-Laurent. Tout en prenant part aux campagnes de 1759 et 1760, il fait d’autres levés dans la région de Québec ; il travaille également aux ouvrages de défense de Halifax en 1761, sous la surveillance de John Henry Bastide (en). L’année suivante, il participe à la reprise de St John’s  par les Britanniques et, après la reddition de la garnison française.
Ses compétences d'arpenteur et de cartographe sont reconnues et, en 1763, il est chargé par l'amirauté de faire le relevé cartographique de la côte de la Nouvelle-Écosse pendant que James Cook est envoyé à Terre-Neuve et Samuel Holland dans le golfe du Saint-Laurent et en Nouvelle-Angleterre.
De retour en Angleterre en 1774, Des Barres passe quelques années à dessiner la version définitive de ses cartes et vues, qui parait sous le titre de The Atlantic Neptune. Publié par lui au nom de l’Amirauté entre 1774 et 1784, l'ouvrage contient quatre séries de cartes de la Nouvelle-Écosse, de la Nouvelle-Angleterre, du golfe du Saint-Laurent (dont les îles du Cap-Breton et du Prince-Édouard), et de la côte située au sud de New York, en plus de diverses vues de la côte nord-américaine. Même si Des Barres doit de nombreuses levées à Holland et à ses assistants, sa contribution est importante. C'est aussi par leur qualité artistique que ses travaux se distinguent particulièrement : précis, ils sont d’une qualité esthétique qui place Des Barres au rang des plus remarquables artistes mineurs du siècle. Les cartes de Des Barres vont guider les navigateurs durant plusieurs décennies, jusqu'aux travaux de Henry Wolsey Bayfield et de Peter Frederick Shortland au XIXe siècle.
Lorsqu'en mai 1784 il est décidé de séparer l'île du Cap-Breton de la Nouvelle-Écosse et d'en faire une colonie indépendante, Des Barres, qui était l'un des rares à connaître l’île dans ses moindres détails, est consulté pour débattre de l'avenir du Cap-Breton : selon lui, la pêche pourrait redevenir aussi intense que sous le Régime français et les mines de charbon pourraient financer le gouvernement de la nouvelle colonie. Il ne tarde pas à demander le poste de lieutenant gouverneur en guise de compensation partielle pour les 20 années qu'il a consacrées aux levés des côtes et à la publication de ses cartes. Il a satisfaction en étant nommé lieutenant-gouverneur le 9 août 1784. Il sera remercié en 1787 à la suite d'erreurs qu'il conteste vigoureusement.
Fondateur de la ville de Sydney (Nouvelle-Écosse), il en dessine le plan méthodiquement organisé et ouvre l'exploitation du charbon de terre sur la "Côte des Mines".
En 1794, il exige que l'on reconnaisse que ses erreurs à l'île du Cap-Breton n’avaient pas été assez graves pour l'empêcher d'obtenir un autre poste dans une colonie. Il demeure donc en Angleterre pour faire valoir ses prétentions et ne se montre satisfait que lorsqu'il est nommé, en mai 1804, lieutenant-gouverneur de l’Île-du-Prince-Édouard à la suite d’Edmund Fanning.

## Fin de carrière
Objet de graves problèmes relationnels, il est démis de ses fonctions en août 1812 par le secrétaire d’État aux Colonies, lord Bathurst. Des Barres quitte l’Île-du-Prince-Édouard pour Amherst, en Nouvelle-Écosse, puis s’installe à Halifax en 1817.
Il déploie alors ruse et ingéniosité au cours d'une longue et complexe bataille entourant le remboursement des dépenses qu’il avait engagées pour The Atlantic Neptune et à l’île du Cap-Breton.
Il meurt à Halifax en  octobre 1824 à l'âge de 90 ans.